# Peucedanum leiocarpum
Peucedanum leiocarpum là một loài thực vật có hoa trong họ Hoa tán. Loài này được (Hook.) Nutt. ex Torr. & A. Gray miêu tả khoa học đầu tiên năm 1840.